# Tứ dân
Tứ dân là cách gọi bốn giai cấp chính trong xã hội xưa dưới các triều đại quân chủ, tiêu biểu như ở Trung Quốc, Nhật Bản và Việt Nam...

### Thương (商)

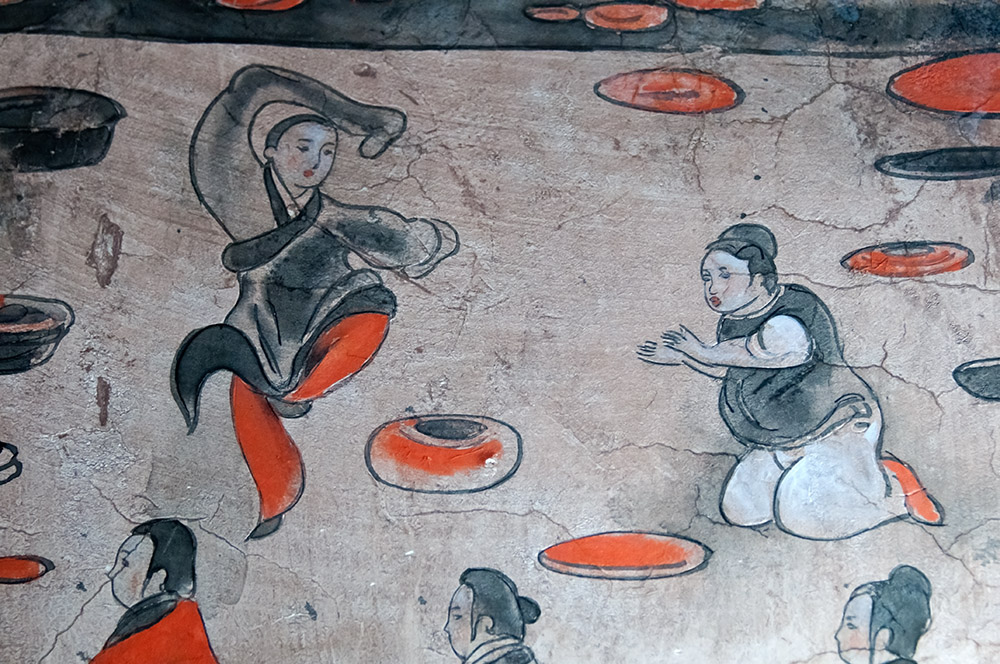
Tranh tường khắc họa một vũ công thời Đông Hán nằm trong lăng mộ Đả Hổ Đình

## Tại Trung Quốc

### Những ngành nghề không được phân loại
Có nhiều nhóm xã hội nằm bên ngoài phạm vi Tứ dân trong hệ thống phân cấp xã hội. Những người này bao gồm binh lính và cận vệ, tăng lữ và thầy bói, hoạn quan và vợ lẽ; ngoài ra còn có những kẻ mua vui cũng như gánh hát và bầu gánh, đầy tớ/người hầu và nô tỳ trong nhà (hay còn gọi chung là gia nô), kỹ nữ và những người lao động cấp thấp hơn nông dân và thợ thủ công (ví dụ như đao phủ, đồ tể...) được xếp vào tầng lớp Tiện nhân (賤人). Họ làm những công việc bị coi là vô giá trị hoặc "bẩn thỉu, thô tục", thậm chí không được ghi nhận là thường dân và đôi khi không có đủ tư cách pháp lý.
Nghề ca xướng mua vui bị xem là ít hữu dụng đối với xã hội và thường do tầng lớp hạ lưu hay còn gọi là tiện dân (tiếng Trung: 賤民) đảm nhận.

## Tại Việt Nam

### Sĩ
Sĩ được xếp là giai cấp đầu tiên, được xã hội trọng vọng. Sĩ là từ để chỉ tầng lớp trí thức, những người có học có hiểu biết về chữ nghĩa (thầy đồ, thầy thuốc, quan lại, học trò). Tầng lớp này nhìn chung có cuộc sống nhàn nhã, suốt ngày chăm chỉ đọc sách thánh hiền, làm văn, ngâm thơ. Những con người bình dân muốn thay đổi cuộc sống gần như chỉ có con đường duy nhất là học và thi khoa cử. Trong gia đình kẻ sĩ, người vợ phải tần tảo sớm hôm lo việc đồng áng, canh cửi để nuôi chồng. Nếu chồng thi đậu khoa cử, người vợ sẽ trở thành bà thám, bà bảng hay là mợ cử, mợ tú. Nếu chồng thi trượt, người vợ vẫn có thể hãnh diện với danh vợ thầy đồ làng hay là vợ tú tài. Các kỳ khi Hương, thi Hội, thi Đình (gọi chung là Khoa bảng) cũng được tổ chức để chọn người học giỏi ra làm quan giúp triều đình hoặc nếu không muốn làm quan thì có thể làm thầy đồ, thầy thuốc,...
Việc tầng lớp sĩ phu gần như không tham gia trực tiếp vào quá trình lao động sản xuất tạo ra của cải vật chất được xếp hàng đầu trong các tầng lớp giai cấp phản ánh tư tưởng trọng Nho giáo của người Việt trong xã hội xưa đồng thời cho thấy người Việt ta từ xưa đã có truyền thống coi trọng việc học hành, khoa cử.

### Nông
Nông là chỉ những người nông dân cày ruộng, lực lượng lao động chủ yếu trong xã hội xưa. Đa phần những người nông dân quanh năm suốt tháng lao động chân lấm tay bùn, vất vả sớm trưa nhưng nhiều khi không đủ ăn do những gánh nặng về thuế khoá, lao dịch hay thiên tai, mất mùa nhưng họ vẫn có cơ hội được triều đình miễn hoặc giảm thuế trong thời gian bất ổn nếu có vua sáng suốt cai trị. Tầng lớp nông cũng có sự phân hoá thành ba loại phổ biến:
- Trung nông: những người có ruộng đất riêng, sở hữu công cụ sản xuất, tự làm, tự ăn, không phải đi làm thuê đồng thời cũng không tham gia bóc lột.
- Bần nông: những người chỉ sở hữu ít ruộng đất, phải đi canh tác thêm trên ruộng đất của địa chủ, phải thuê mướn trâu bò và nông cụ sản xuất.
- Cố nông: là những người nghèo khổ nhất tầng lớp nông dân và có thể nói là cả xã hội, không có ruộng đất cũng như công cụ sản xuất, họ sử dụng sức lao động đi làm thuê cho chủ để kiếm ăn.

Ngoài ra còn có loại thứ tư là Phú Nông nhưng hiếm, họ là những người sở hữu rất nhiều ruộng đất và công cụ sản xuất. Phú nông có bóc lột nhân công và nợ lãi nhưng vẫn tham gia lao động sản xuất là chủ yếu nên vẫn thuộc giai cấp nông dân trong khi địa chủ, cường hào là những người gần như không lao động sản xuất mà chỉ biết bóc lột người khác.
Nông là bộ phận đông đảo và quan trọng nhất của xã hội Việt Nam xưa, họ là lực lượng lao động và sản xuất chính nuôi sống toàn bộ xã hội và tham gia vào quân đội để bảo vệ Tổ quốc (thông qua chính sách Ngụ binh ư nông), nhưng đồng thời cũng là tầng lớp bị áp bức nhiều nhất.

### Công
Công là chỉ những người làm thủ công nghiệp, làm thuê trong các làng nghề truyền thống như dệt, chạm bạc, khâu nón, làm tranh... Họ được xếp vào hàng thứ ba trong tứ dân bởi quy mô nhỏ, số lượng ít do thực tế trong xã hội nước ta thời xưa chỉ tồn tại những làng nghề thủ công ở uy mô nhỏ, chủ yếu phục vụ nhu cầu tự cung tự cấp của làng xã. Ở thành thị những người thợ này tập hợp thành những "phường" để bảo vệ và giúp đỡ lẫn nhau, còn ở nông thôn những thợ thủ công phần nhiều vẫn là những người nông dân, họ tranh thủ làm thêm để cải thiện cuộc sống những lúc nông nhàn. Tuy nhiên đôi lúc những người thợ thủ công cũng được mời vào kinh thành để làm một số việc trong triều đình như may áo mũ dành cho vua quan, đúc tiền riêng của triều đình,...

### Thương
Thương là những người hoạt động buôn bán, vai trò của họ bị đặt ở hàng thấp nhất trong xã hội xuất phát từ thực tế nền kinh tế tự cung tự cấp và tính tự trị của làng xã gần như không có nhu cầu trao đổi hàng hoá ra khỏi phạm vi cư trú, những người hành nghề buôn bán do đó phải năng động, sòng phẳng, thậm chí gian lận mới có lãi. "Buôn gian bán lận" đã trở thành cụm từ phổ biến cho tới tận ngày nay, đó là điều mà một xã hội thuần nông coi trọng lễ nghĩa không muốn chấp nhận. Trong quan niệm, người Việt ta xưa cho rằng nghề kinh doanh chỉ là buôn nước bọt, mua chỗ này rẻ rồi bán chỗ kia đắt, ăn chênh lệnh, không làm ra của cải vật chất, sản phẩm tinh thần cho xã hội. Tuy nghề thương không được quá coi trọng nhưng cũng không thể không duy trì.

### Vai trò của Tứ dân trong xã hội hiện đại
Trải qua hàng trăm năm với nhiều thay đổi, xã hội Việt Nam hiện đại đã có nhiều thay đổi trong quan niệm về vai trò của Tứ dân. Cả bốn tầng lớp sĩ, nông, công, thương đều có vai trò, vị thế ngang nhau trong xã hội, vì không ai thay thế được ai. Bên cạnh tầng lớp sĩ, 3 tầng lớp còn lại (nông, công, thương) muốn tồn tại, có tác dụng cho xã hội cũng phải học hành, trau dồi trí thức, văn hóa. Đặc biệt là trong bối cảnh Việt Nam chủ trương mở cửa để hội nhập với thế giới, thì thương chẳng những không bị coi thường như trước mà còn được đặc biệt coi trọng. Điều này được thể hiện ở một sự việc: Trong khi sĩ, nông, công chưa có ngày của riêng mình thì đã có ngày doanh nhân Việt Nam dành riêng cho giới doanh nhân. Nhiều doanh nhân đã được xã hội tôn vinh, được nhân dân trân trọng bởi họ làm ăn chân chính, đúng luật, thi hành trách nhiệm nộp thuế đầy đủ cho Nhà nước, kích thích sản xuất phát triển.

### Xướng ca vô loài
Xướng ca vô loài là một quan niệm thành kiến, sai lầm thời phong kiến, ý nói những kẻ làm nghề ca hát là hoàn toàn mất hết nhân phẩm, bị khinh rẻ, không thuộc tầng lớp nào trong xã hội.
Thời xưa, trong xã hội được phân ra thành bốn giai cấp chính: Sĩ nông công thương, gọi là tứ dân.
Trong đó:
- Sĩ được xếp là giai cấp đầu tiên, được xã hội trọng vọng. Sĩ là từ để chỉ tầng lớp trí thức, có học, có hiểu biết.
- Nông là chỉ những người nông dân làm ruộng.
- Công là chỉ những người làm thủ công nghiệp.
- Thương là những người hoạt động buôn bán, vai trò của họ bị đặt ở hàng thấp nhất trong xã hội.

Và với 4 tầng lớp như thế, thì những người làm nghề ca hát không thuộc tầng lớp nào, nên mới có câu Xướng ca vô loài.